# Beuxes
Beuxes település Franciaországban, Vienne megyében. Lakosainak száma 558 fő (2022. január 1.). Beuxes Marçay, Seuilly, Sammarçolles és Vézières községekkel határos.

## Népesség
A település népességének változása:
| Lakosok száma | 559  | 549  | 556  | 553  | 550  | 546  | 543  | 546  | 558  |
|               | 2013 | 2015 | 2016 | 2017 | 2018 | 2019 | 2020 | 2021 | 2022 |